# Nohurqışlaq
Nohurqışlaq è un comune dell'Azerbaigian situato nel distretto di Qəbələ. Conta una popolazione di 2 780 abitanti.